# Erbschaftsteuer in Irland
In Irland wird in Form der Capital Acquisitions Tax (Kapitalerwerbsteuer) eine Erbschaftsteuer (Inheritance Tax) bei Erwerben von Todes wegen oder als Schenkungsteuer (Gift Tax) bei unentgeltlichen Zuwendungen unter Lebenden in Höhe von 33 % eingenommen.

## Erbschaft- und Schenkungsteuergesetz
Die Erbschaft- und Schenkungsteuer ist einheitlich in dem Capital Acquisitions Tax Act, ursprünglich von 1976, geregelt. Sie ist grundsätzlich als Erbanfallsteuer ausgestaltet, das heißt Gegenstand der Besteuerung ist der Erwerb beim Erben (oder Beschenkten). Die 1993 als Nachlasssteuer eingeführte Probate Tax, mit der im Nachlass befindliche Immobilien unmittelbar in Höhe von 2 % des Verkehrswertes zusätzlich besteuert wurden, wurde 2001 wieder abgeschafft. Dennoch kann es zu einer Art Nachlassbesteuerung kommen, da der Nachlass nach Common-Law-Vorstellung als eine Art Sondervermögen behandelt wird, was vor allem beim sogenannten Discretionary trust angenommen wird, bei dem der Nachlass von einem Verwalter (Treuhänder) zwar nach Maßgaben des Erblassers, jedoch mit einigen Entscheidungsfreiheiten verwaltet wird. Hierfür sieht das irische Erbschaftsteuerrecht eine besondere Behandlung vor.

## Persönliche Steuerpflicht
Die Steuerpflicht besteht, wenn entweder der Erblasser (Schenker) oder der Erbe (Schenkungsempfänger) in Irland wohnt, was einen tatsächlichen Aufenthalt von mindestens 183 Tagen im Jahr erfordert. Insoweit hat Irland die weitergehenden Anforderungen des angelsächsischen Domizilbegriffs zugunsten des Residenzbegriffs aufgegeben, wobei aber noch Besonderheiten für die erstmalige steuerpflichtige Begründung eines irländischen Wohnsitzes gelten. Steuerpflichtig sind alle in Irland befindlichen Vermögensgegenstände, nicht jedoch die ausländischen. Guthaben bei irischen Banken gelten als irische. Eine beschränkte Steuerpflicht besteht für in Irland befindliche Vermögensgegenstände, die einem im Ausland wohnenden Erblasser gehörten (oder Schenker gehören).

## Steuersatz
Die Erbschaft- und Schenkungsteuer wird mit einem einheitlichen Steuersatz in Höhe von 33 % des Verkehrswertes erhoben. Dieser Satz betrug noch im November 2008 20 % (seit 1999) und wurde infolge des wegen der weltweiten Finanzkrise 2008/2009 gestiegenen Finanzbedarfs in mehreren Schritten auf die seit 6. Dezember 2012 geltenden 33 % angehoben. Bis 1999 wurde der Steuersatz seit seiner Einführung im Jahre 1976 stetig zurückgenommen (1978 lag er in Abhängigkeit von der Höhe des Erwerbs zwischen 20 % und 60 %). Eine Sonderregelung gilt für das gesondert verwaltete Nachlassvermögen (Discretionary trust), bei dem einmalig eine Erbschaftsteuer in Höhe von 6 % des Nachlasswertes erhoben wird und bei dem ab dem nachfolgenden Jahr jährlich 1 % anfällt.

## Steuerfreistellung
Erwerbe von Ehegatten sind steuerfrei. Ebenfalls steuerfrei ist der Rückerwerb beim Tod von Kindern durch ihre Eltern, wenn diese Gegenstände ihnen zuvor durch die Eltern übertragen worden sind. Schließlich unterliegt auch der Erwerb eines vom Erwerber mindestens drei Jahre vor dem Übergang bewohnten Hauses nicht der Steuer, soweit er es noch mindestens sechs Jahre weiter bewohnt. Ist ein solches Haus Gegenstand einer Schenkung, entfällt die Steuerbefreiung, wenn der Schenker in den letzten drei Jahren zuvor dort ebenfalls gewohnt hat. Steuerfrei sind auch Zuwendungen an gemeinnützige oder mildtätige Einrichtungen und von anerkannten Baudenkmälern.

## Freibeträge
Zur Verteilung von Freibeträgen werden die Erben in drei Gruppen eingeteilt:
- Gruppe A: Kinder, minderjährige Kindeskinder von vorverstorbenen Kindern, Eltern (bei unbedingter Beerbung)
- Gruppe B: Eltern (soweit nicht in Gruppe A), Geschwister, Nichten und Neffen, direkte Abkömmlinge oder Vorfahren
- Gruppe C: alle übrigen Personen

Seit dem 9. Oktober 2019 belaufen sich die Freibeträge auf 335.000 Euro (Gruppe A), 32.500 Euro (Gruppe B) und 16.250 Euro (Gruppe C). An sich sind die Freibeträge entsprechend der wirtschaftlichen Entwicklung indexiert. Seit der Finanzkrise im Jahr 2008 wurden die Beträge sukzessive nach unten korrigiert:
Ab 8. April 2009 gekürzt von 542.000 Euro -> 434.000 Euro (A) / 54.400 Euro ->  43.300 Euro (B) / v 27.127 Euro ->  21.700 Euro (C)
Ab 1. Januar 2010 gekürzt von 434.00 Euro -> 414.799 Euro (A) / 43.300 Euro -> 41.481 Euro (B) / 21.700 Euro -> 20.740 Euro (C)
Ab 8. Dezember 2010 gekürzt von 414.799 Euro -> 332.084 Euro (A) / 41.481 Euro -> 33.208 Euro (B) / 20.740 Euro -> 16.604 Euro (C)
usw.
Seit 2025 lauten die Freibeträge: 400.000 Euro (A) / 40.000 Euro (B) / 20.000 Euro (C).
Der Freibetrag ist kumulativ und gilt für die gesamten steuerpflichtigen Leistungen, die jemand in der jeweiligen Gruppe erhalten hat. Das heißt, ungeachtet der zeitlichen Reihenfolge wird der Wert des Erbes/der Schenkung(en) aufsummiert, bis die Gesamtsumme des Freibetrages erreicht ist. Die Freibetrag ist damit pro Person nur einmal gültig. Alles darüber hinaus ist steuerpflichtig.
Im Vergleich zu Deutschland: Dort ist der geltenden Freibetrag nicht kumulativ, das heißt, er erneuert sich alle 10 Jahre (kann erneut in voller Höhe in Anspruch genommen werden).

## Vergünstigungen
Bei Vererbung (oder Schenkung) von inländischem Betriebsvermögen von Gewerbetreibenden und Freiberuflern wird ein Bewertungsabschlag von 90 % vorgenommen, so dass hier Erbschaftsteuer nur aus 10 % des Betriebsvermögens anfällt. Bei Beteiligungen an Gesellschaften muss im Hinblick auf die hierdurch ermöglichte Kontrolle der Erwerber mindestens 25 % der Stimmen erhalten. Hat er dort mindestens fünf Jahre hauptberuflich gearbeitet, so ist es ausreichend, wenn er mit mindestens 10 % am Kapital beteiligt ist. Der Geschäftsbetrieb darf sich nicht im Wesentlichen auf vermögensverwaltende Tätigkeiten oder das Betreiben eines Finanz- und Immobilienhandels beschränken. Der Betrieb oder die Beteiligung muss für mindestens zwei Jahre vor dem Tod dem Erblasser gehört haben bzw. dem Schenker fünf Jahre vor der Übertragung. Nach der Übertragung muss der Betrieb mindestens zehn Jahre fortgeführt werden, bei mindestens sechsjähriger Fortführung wird die Vergünstigung noch zur Hälfte gewährt. Ein entsprechender Abschlag wird auch beim Übergang von land- und forstwirtschaftlich genutztem Grund an einen Landwirt gewährt.

## Überschneidungen mit der Wertzuwachssteuer
In Irland wird in Form der Wertzuwachssteuer (Capital Gains Tax) der bei einer Veräußerung realisierte Gewinn gesondert besteuert. Betroffen von dieser Steuer sind im Wesentlichen Immobilien, Berg- und Mineralrechte sowie hiervon abgeleitete Güter und Rechte wie Beteiligungen an Gesellschaften, die zu mehr als 50 % ihres Besitzes solche Güter oder Rechte halten. Unentgeltliche Zuwendungen unter Lebenden gelten auch als steuerpflichtige Gewinnrealisierungen, während Erwerbe von Todes wegen nicht darunter fallen. Dies gilt aber nicht ausnahmslos, da z. B. manche Erwerbe von bestimmten Nachlass-Sondervermögen (Trusts) ebenfalls der Wertzuwachsteuer unterliegen. Soweit es hier bei der Besteuerung mit der Erbschaft- und Schenkungsteuer zu Überschneidungen kommt, wird die Wertzuwachssteuer auf die Erbschaft- oder Schenkungsteuer, soweit diese für dieselben Steuerobjekte anfällt, bis zu deren vollen Höhe angerechnet.

## Allgemeines
Eine Steuererklärung muss abgegeben werden, wenn die erhaltenen Zuwendungen mindestens 80 % des Freibetrages erreichen. Für die Wertansätze ist der Tag der Schenkung, bei Erbschaften der Tag der Auseinandersetzung des Nachlasses (Ende seiner Verwaltung) maßgebend. Die erklärte Steuer muss binnen vier Monaten bezahlt werden.
Zur Vermeidung der Doppelbesteuerung auf dem Gebiet der Erbschaftssteuer hat Irland mit dem Vereinigten Königreich und mit den USA (dort nur für die Erbschaftsteuer) Abkommen abgeschlossen. Dadurch, dass Irland sein Besteuerungsrecht auf in ihrem Staatsgebiet befindliches Vermögen beschränkt, kann es aus irischer Sicht kaum zu Doppelbesteuerungen kommen.